# Aleksander Buksa
Aleksander Buksa (ur. 15 stycznia 2003 w Krakowie) – polski piłkarz grający na pozycji napastnika w polskim klubie GKS Katowice do którego jest wypożyczony z Górnika Zabrze .

## Kariera klubowa
Jest wychowankiem Wisły Kraków. W czasach juniorskich trenował także w Bronowiance Kraków i Akademii Piłkarskiej 21. W 2019 roku został włączony do kadry seniorskiego zespołu Wisły. W Ekstraklasie zadebiutował 22 kwietnia 2019 w przegranym 2:3 meczu z Wisłą Płock. Do gry wszedł w 86. minucie, zmieniając Sławomira Peszkę. Pierwszego gola w lidze zdobył 23 sierpnia 2019 w przegranym 2:3 spotkaniu z Jagiellonią Białystok. Został najmłodszym strzelcem gola w Ekstraklasie w XXI wieku oraz najmłodszym zdobywcą ligowego gola w historii Wisły Kraków, bijąc rekord należący od 1936 roku do Mieczysława Gracza. Uczynił to w wieku 16 lat i 220 dni.
Przed sezonem 2021/2022 odszedł na zasadzie wolnego transferu do włoskiej Genoi CFC. W Serie A zagrał po raz pierwszy 29 sierpnia 2021 w przegranym 1:2 meczu z SSC Napoli. Grał w nim od 46. minuty, gdy zastąpił Caleba Ekubana.

## Życie prywatne
Jest młodszym bratem piłkarza Adama Buksy.